# Salzach (Saalbach)
Die Salzach ist der linke Oberlauf der Saalbach im Kraichgau im westlichen Baden-Württemberg. Sie entspringt bei Maulbronn im Enzkreis, ist Hauptstrang der Wasserversorgung des Klosters Maulbronn und fließt nach 15 Kilometer in Bretten im Landkreis Karlsruhe mit der Weißach zusammen.

## Name
Der Name Salzach bezieht sich auf eine mögliche frühere Salzgewinnung bei Salzhofen, eine heute teilweise mit neueren Häusern überbaute Wüstung am Südrand der Stadt Bretten. Erstmals schriftlich erwähnt wurde der Bach 769 als fluvius Salzaha. Im Mittelalter trug die Saalbach bis zur Mündung den Namen Salzach.
Im württembergischen Abschnitt bis zur Talmühle zwischen Kleinvillars und Ruit hieß der Bach auch Salza. Auf seinem badischen Abschnitt wurde der Bach früher auch als Kressbach (von Krebsbach) bezeichnet.
Der heutige Name Salzach wurde 1935 durch einen Erlass des Badischen Finanz- und Wirtschaftsministeriums festgelegt, das sich zuvor mit dem Badischen Kultusministerium und dem Württembergischen Kultministerium verständigt hatte.

## Geographie

### Verlauf

#### Kloster Maulbronn
Das Quellgebiet der Salzach liegt in der Umgebung des 1147 gegründeten Klosters Maulbronn. Bis gegen 1500 legten die Maulbronner Zisterzienser rund 20 Seen und Weiher an und bauten etwa 110 Kilometer Sammel- und Transportgräben, um die Wasserversorgung des Klosters zu verbessern und um Fischzucht betreiben zu können. In diesem Wassersystem war die Salzach das wichtigste Fließgewässer.
Das Amtliche Digitale Wasserwirtschaftliche Gewässernetz (AWGN) definiert als Ursprung der Salzach eine Quelle, die gut 200 Meter südlich des Bergs Roter Rain (342 m ü. NHN) direkt an den Eppinger Linien liegt. Das der Quelle entspringende Bächlein folgt auf gut einem Kilometer der um 1696 entstandenen Verteidigungslinie nach Osten und nutzt dabei deren Graben. Anschließend wendet sich das Gewässer nach Südosten, verlässt nach einem weiteren Kilometer den Wald, durch den es bislang floss, schlägt dann westliche bis südwestliche Fließrichtung ein und erreicht nach einem weiteren Kilometer den Tiefen See am Kloster Maulbronn.
Andere Veröffentlichungen sehen den Ausgangspunkt der Salzach einen Kilometer oberhalb des Klosters oder definieren den Tiefen See als Ursprung der Salzach. Gemäß der letzten Sichtweise heißt der Zufluss zum Tiefen See Graubrunnen – ein Name, den auch ein Waldstück links des von den Eppinger Linien kommenden Bächleins trägt. Der Wald Graubrunnen wird von einem windungsreichen Fließgewässer durchzogen. Dessen Einzugsgebiet wurde von den Zisterziensern erweitert, indem ein Sammelgraben gebaut wurde, der die Wasserscheide zur Weißach überschritt und ein Gebiet bei Freudenstein-Hohenklingen (zu Knittlingen) entwässerte.
Der Tiefe See (264 m ü. NHN), ein Stausee, liegt unmittelbar oberhalb des Klosters – eine für Zisterzienserklöster typische Lage, die eine Verstetigung des wechselnden Wasserangebots ermöglichte. Die Salzach verlässt den See durch einen Überlauf am Südende des Staudamms, stürzt eine Kaskade herunter und unterquert die Klosteranlage im sogenannten Klosterkanal. Der Kanal wurde in seiner heutigen Form – ein ovaler Querschnitt mit 1,6 Meter lichter Höhe und 1,2 Meter lichter Breite – in den 1880er Jahren gebaut. Er folgt der mehrfach geknickten Trasse des mittelalterlichen Klosterkanals, dessen wechselnde Querprofile auf seine Entstehung in mehreren Bauphasen verwiesen. Der Kanal der Klostermühle verließ den Tiefen See am Nordende des Staudamms und mündete in der Klosteranlage von rechts in den Hauptstrang.
Etliche der von den Zisterziensern angelegten Seen und Weiher sind heute trockengelegt, so der Binzensee direkt oberhalb des Tiefen Sees. Unterhalb des Klosters lagen an der Salzach der Gartensee, der Billensbacher See, der Abt Gerhardt-See und der Elfinger See,  letzterer in Höhe des Elfinger Hofs, einer Grangie des Klosters. Unterhalb des Elfinger Sees liegt der heute noch vorhandene Aalkistensee (227 m ü. NHN). Der durch einen sechs Meter hohen Damm aufgestaute See steht unter Naturschutz.

#### Maulbronn bis Bretten
Rund einen Kilometer unterhalb des Aalkistensees liegt das von Waldensern gegründete Kleinvillars, heute ein Stadtteil von Knittlingen. Bei Kleinvillars ändert sich die Fließrichtung der Salzach von West nach Nordwest; das Salzachtal wird enger, seine Hänge steiler. Am linken Talhang verläuft die württembergische Westbahn von Bietigheim-Bissingen nach Bruchsal.
Bei der Talmühle querte vor 1945 die Grenze zwischen Württemberg und Baden die Salzach. Ruit, ein Stadtteil von Bretten, unterquert der Bach in einer rund 500 Meter langen Verdolung. Unterhalb von Ruit weitet sich das Tal langsam auf; in Höhe der Gaugrafenburg Bretten liegt an der Abzweigung des Mühlkanals der Bergmühle die Karstquelle Enzbrunnen. Nach den Ergebnissen von Färbeversuchen entwässern über den Enzbrunnen große Teile des Karstgebiets der Bauschlotter Platte, die sich zwischen Bretten und Pforzheim erstreckt.
Die Salzach erreicht das Stadtgebiet von Bretten, durchfließt das Werksgelände des Haushaltsgeräteherstellers Neff im Süden der Stadt und kreuzt die Kraichgaubahn, die Bahnstrecke von Karlsruhe nach Heilbronn. Unweit des Simmelturms, der die Südostecke der früheren Stadtmauer von Bretten markiert, vereinigt sich die Salzach von links kommend mit der Weißach zur Saalbach. Die Saalbach mündet nach rund 40 Kilometer nördlich von Philippsburg in den Rhein.

### Zuflüsse und Seen
Hierarchische Liste der Zuflüsse und  Seen von der Quelle zur Mündung. Gewässerlänge, Seefläche, Einzugsgebiet und Höhe nach den entsprechenden Layern auf der Onlinekarte der LUBW. Andere Quellen für die Angaben sind vermerkt.
Auswahl.
Oberste Quelle der Salzach auf etwa 314 m ü. NHN ca. 1,3 km nordnordwestlich des Klosters Maulbronn und etwa 0,3 km südsüdwestlich der Kuppe Roter Rain im Wald an einem Knick der Eppinger Linien in einem ostwärts laufenden Graben an deren Nordseite.
- (Bach entlang der Rote-Kaiser-Straße), von rechts und Westen auf etwa 295 m ü. NHN an der ersten Flurberührung der Salzach an der Grenze des Kohlplattenschlags zu den Mahdwiesen, ca. 1,1 km[LUBW 6] und ca. 0,5 km².[LUBW 7] Entsteht auf etwa 302 m ü. NHN fast gegenüber dem Salzach-Ursprung etwas südlich der Eppinger Linien. Fließt ebenfalls ostwärts.
Dieser Oberlauf ist wenig kürzer, doch auch etwas einzugsgebietsreicher als der offizielle Oberlauf, der schon an etwas zuvor südöstlich fließt.
- (Bach aus dem Wald Graubrunnen), von zuletzt Norden auf etwa 285 m ü. NHN am Austritt der Salzach aus dem Graubrunnen in die Flur nahe der Einmündung der hier: K 4517 in die L 1131, mindestens 1,9 km[LUBW 6] und mindestens 1,2 km².[LUBW 6] Entsteht spätestens auf etwa 314 m ü. NHN an einer Flurinsel im Wald östlich des Roten Rains an der K 4517. Teils unbeständig. Ein weiteres Laufstück weiter aufwärts von ca. 0,8 km[LUBW 6] Länge könnte auch über den Moorklingenbach zur Weißach entwässern.
Nach diesem Zufluss folgt die Salzach der L 1131 südwestlich in Richtung Maulbronn.
- Passiert noch vor dem Seidehof von Maulbronn den 0,3 km linksseits auf 291,6 m ü. NHN[LUBW 8] im Einzugsgebiet liegenden Roßweiher, 4,3 ha. der über einen weitgehend unterirdischen, beim Seidehof mündenden Kanal entwässert.[13]
- Durchfließt auf etwa 264 m ü. NHN[LUBW 8] nach dem Seidehof den Tiefen See, 2,2 ha.
Danach unterirdischer Durchfluss durchs Kloster Maulbronn und zumindest teilweise wieder offener durch die Stadt Maulbronn.
- Nach dem Tiefen See liegt links über dem Tal im Wald auf etwas über 295 m ü. NHN der Hohenackersee, 0,6 ha. Unbeständiger Abfluss über den Wannenbach (auch Blaubach), der im Klosterbereich mündet.[12]
- Tobelbach, von rechts und Norden zuletzt in Maulbronn entlang der Hilsenbeuerstraße auf knapp 244,1 m ü. NHN[LUBW 9], 0,8 km und 0,9 km². Entspringt auf etwa 290 m ü. NHN dem Studentenbrunnen im südlichen Forchenwald.
Nach dem Ortsende von Maulbronn fließt die Salzach westwärts.
- Durchfließt auf 227,1 m ü. NHN[LUBW 8] den Aalkistensee an der ehemaligen Aalkistenmühle zwischen der Staatsdomäne Elfinger Hof von Maulbronn und der Lerchenmühle von Ölbronn-Dürrn, etwa 12,1 ha. Der See mit 6 m hohem Erddamm dient als Rückhaltebecken, dem Natur- und speziell Vogelschutz, Sport und Freizeit sowie anderen Zwecken.[LUBW 10]
- Baumbach, von rechts auf 217 m ü. NHN, 0,7 km und 0,65 km². Entspringt östlich von Kleinvillars.
- Mühlgraben, von links und Ostsüdosten auf 217 m ü. NHN an der Lerchenmühle, 3,7 km und 8,8 km². Entsteht auf etwa 260 m ü. NHN kurz vor dem Bahnhof Maulbronn West nach dem Zusammenfluss einiger unbeständiger Bachläufe im Sulzwald.
Nach diesem Zufluss wendet sich die Salzach auf Nordwestlauf.
  - Büllstrichgraben, von links und Südwesten auf etwas über 230 m ü. NHN nordwestlich von Ölbronn, 2,6 km und ca. 3,8 km².[LUBW 7] Entsteht auf knapp 311,1 m ü. NHN[LUBW 9] nördlich von Neulingen-Bauschlott in einem an der Ostseite der B 294 beginnenden Graben.
  - (Zufluss), von rechts und Südsüdwesten auf unter 285 m ü. NHN kurz vor den folgenden, 1,0 km und ca. 0,5 km².[LUBW 7] Entsteht auf etwa 322 m ü. NHN am Ostrand von Bauschlott neben dem Auweg.
Der Büllstrichgraben ist an diesem Zufluss erst 0,6 km lang und hat erst ein Teileinzugsgebiet von ca. 0,3 km²[LUBW 7] akkumuliert.
  -  Durchfließt auf Höhen um 280 m ü. NHN gleich nacheinander die beiden Böllstrichseen[14] 0,3 ha und 0,9 ha.
- Scheuerbach, von rechts und Ostsüdosten auf etwa 177 m ü. NHN nach der Ölmühle im Ruiter Tal von Bretten, 2,5 km und 1,5 km². Entsteht auf etwa 233 m ü. NHN zwischen Knittlingen im Nordosten und Ruit im Südwesten. Zunächst Feldweggraben mit kurzem Zufluss von der Pfütze. Passiert dann am Mittellauf den Scheuerbrunnen.
- → Abzweig des Mühlgrabens der Bergmühle nach links
  - Enzbrunnen, Karstquelle unmittelbar unterhalb des Abzweigs des Mühlgrabens, fließt diesem von links zu. Hauptquelle der verkarsteten Bauschlotter Platte.
- Rücklauf des Mühlgrabens der Bergmühle.
- Hungergraben, von links und (in einem Rechtsbogen) Südsüdwesten auf über 170 m ü. NHN am Südrand von Bretten, 5,6 km und 10,5 km². Entsteht auf etwa 184 m ü. NHN am nordwestlichen Ortsrand von Neulingen-Nußbaum. Unbeständig, verläuft lange in Straßengräben.
Nach diesem Zufluss läuft die Salzach nordwärts durch Bretten.
  - Eng, von rechts und Süden auf etwa 174 m ü. NHN am Südrand von Bretten an der Straße Salzhofen, ca. 7,2 km und rund 12,2 km².[LUBW 7] Entsteht auf etwa 300 m ü. NHN westlich des Schlossparks am Westrand von Bauschlott.
    - (Zufluss), von rechts und Ostsüdosten auf etwa 285 m ü. NHN am Flurgewann Kalkofen gegenüber dem Wald, 1,0 km und ca. 0,5 km².[LUBW 7] Entsteht auf knapp 311,1 m ü. NHN[LUBW 9] neben der B 294. Sehr gerader Flurgraben in natürlicher Mulde.
    - (Zufluss), von rechts und Osten auf etwa 280 m ü. NHN am Waldeintritt der Eng, 0,6 km und unter 0,4 km².[LUBW 7] Entsteht auf etwa 297 m ü. NHN am Brettener Weg. Wenig gewundener Flurgraben in natürlicher Mulde.
    -  Links der Eng auf unter 205 m ü. NHN zwei Teiche im Waldgewann Saubrunnen, zusammen 0,1 ha.

Zusammenfluss der Salzach von links und zuletzt Süden auf etwa 167 m ü. NHN in Bretten mit der von Osten kommenden Weißach zur Saalbach. Die Salzach ist 15,2 km lang und hat ein 52,5 km² großes Einzugsgebiet.

### LUBW
Amtliche Online-Gewässerkarte mit passendem Ausschnitt und den hier benutzten Layern: Lauf und Einzugsgebiet der Salzach

Allgemeiner Einstieg ohne Voreinstellungen und Layer: Daten- und Kartendienst der Landesanstalt für Umwelt Baden-Württemberg (LUBW) (Hinweise)
1. 1 2 3  Höhe nach dem Höhenlinienbild auf dem Hintergrundlayer Topographische Karte.
2. 1 2  Länge nach dem Layer Gewässernetz (AWGN).
3. ↑  Einzugsgebiet aufsummiert aus den Teileinzugsgebieten nach dem Layer Basiseinzugsgebiet (AWGN).
4. ↑  Seefläche nach dem Layer Stehende Gewässer.
5. 1 2  Einzugsgebiet nach dem Layer Basiseinzugsgebiet (AWGN).
6. 1 2 3 4  Länge abgemessen auf dem Hintergrundlayer Topographische Karte.
7. 1 2 3 4 5 6 7  Einzugsgebiet abgemessen auf dem Hintergrundlayer Topographische Karte.
8. 1 2 3  Höhe nach blauer Beschriftung auf dem Hintergrundlayer Topographische Karte.
9. 1 2 3  Höhe nach schwarzer Beschriftung auf dem Hintergrundlayer Topographische Karte.
10. ↑  Steckbrief des Rückhaltebeckens Aalkistensee, abgefragt auf dem Layer Stauanlage.

### Andere Belege
1. ↑  Werte aus Regionalisierung, Datenstand 1. März 2016 (MNQ, MQ), 1. März 2017 (MHQ) aus Abfluss-BW – ein Daten- und Kartendienst der Landesanstalt für Umwelt Baden-Württemberg (Hinweise)
2. ↑  Albrecht Greule: Deutsches Gewässernamenbuch. Etymologie der Gewässernamen und der dazugehörigen Gebiets-, Siedlungs- und Flurnamen. De Gruyter, Berlin 2014, ISBN 978-3-11-019039-7, S. 460.
3. ↑  Alfons Schäfer: Geschichte der Stadt Bretten. Von den Anfängen bis zur Zerstörung im Jahre 1689. Stadtverwaltung Bretten, Bretten 1977, S. 36 f.
4. ↑  Meßtischblatt 7018 Ötisheim von 1905 in der Deutschen Fotothek.
5. ↑  Meßtischblatt 6918 Knittlingen von 1927 in der Deutschen Fotothek;

Übersichtspläne der Gemarkungen Ruit (1869) und Bretten (1875) beim Generallandesarchiv Karlsruhe.
6. ↑  Willy Bickel: Der Saalbach und seine Zuflüsse. Beitrag zur Flußnamensforschung des Kraichgaus. In: Fritz Herzer (Hrsg.): Bruchsaler Heimatgeschichte. Bruchsal 1955, S. 199–211, hier S. 201 f.
7. ↑  Antje Gillich: Das Wassersystem des Klosters Maulbronn. Ein Projekt zur Bestandserfassung mit hochaufgelösten Laserscandaten. In: Denkmalpflege in Baden-Württemberg. 46(2017), (online, PDF, 816 kB) S. 275–281, hier S. 276.
8. 1 2  Wolfgang Seidenspinner: Das Maulbronner Wassersystem – Relikte zisterziensischer Agrarwirtschaft und Wasserbautechnik im heutigen Landschaftsbild. In: Denkmalpflege in Baden-Württemberg. 18(1989), (online, PDF, 3.8 MB) S. 181–191, hier S. 185.
9. ↑  Martin Ehlers: Der Standort. In: Martin Ehlers, Andreas Felchle im Auftrag der Stadt Maulbronn (Hrsg.): Maulbronn Heimatbuch. Band 1, Stadtverwaltung Maulbronn, Maulbronn 2012, ISBN 978-3-933486-75-2, S. 13–28, hier S. 18.
10. ↑  Ehlers, Standort, S. 18 f.
11. ↑  Ulrich Knapp: Die Zisterzienser und das Wasser. Unter besonderer Berücksichtigung der Abteien Bebenhausen, Maulbronn und Salem. Herausgeber: Staatliche Schlösser und Gärten Baden-Württemberg, Michael Imhof Verlag, Petersberg 2020, ISBN 978-3-7319-0350-5, S. 163.
12. 1 2  Seidenspinner, Wassersystem, S. 184.
13. ↑  Gillich, Wassersystem, S. 277.
14. ↑  Gemeindeplan von Neulingen in der Straße Am Anger in Bauschlott, Stand 18. Juli 2019.